# Charles Juillard

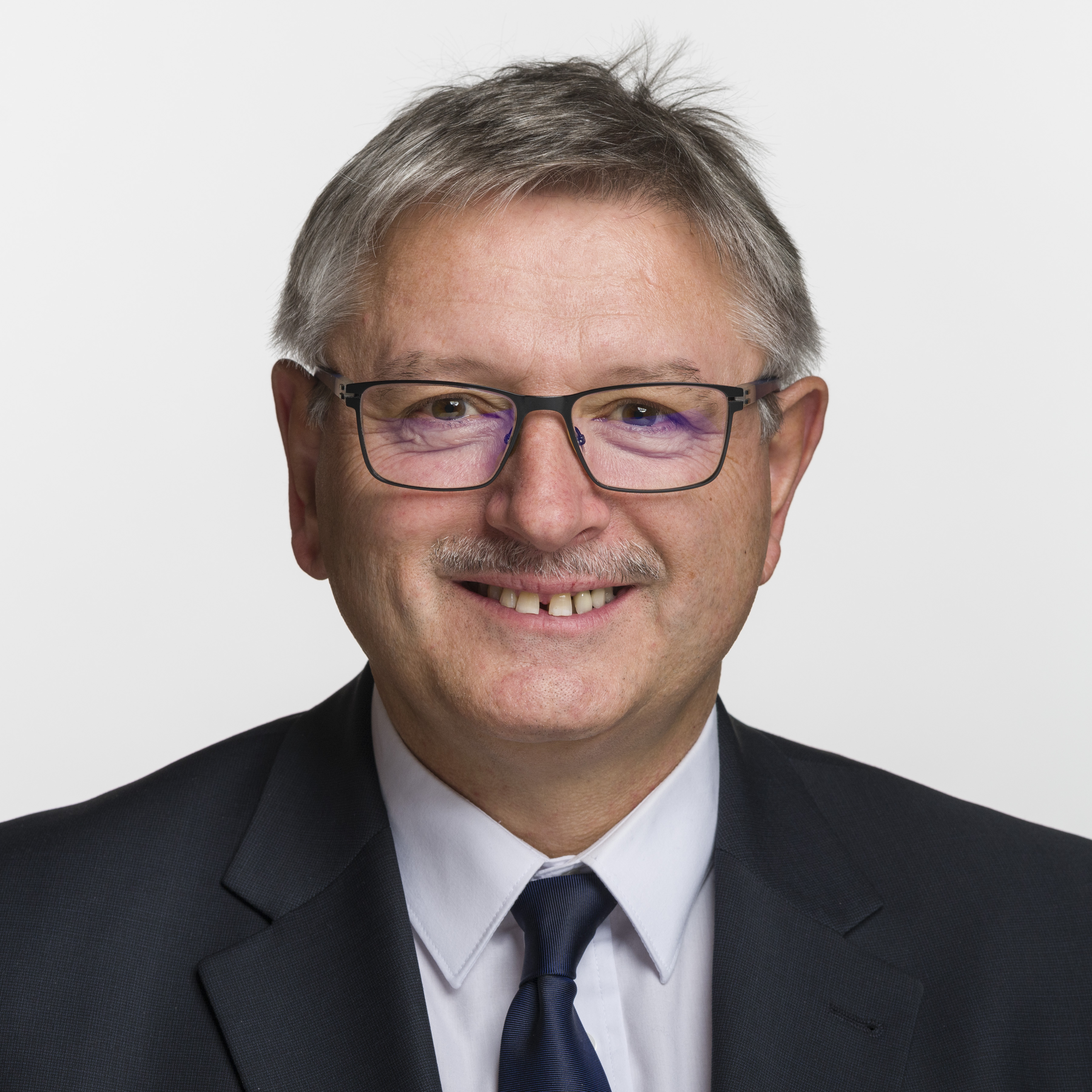
Charles Juillard (2019)

Charles Juillard (* 17. Dezember 1962 in Pruntrut) ist ein Schweizer Politiker (Die Mitte, vormals CVP).

## Leben
Juillard wurde 1998 ins jurassische Parlament gewählt und war im Jahr 2006 dessen Präsident. Von 2007 bis 2019 war er Minister des Kantons Jura und stand in dieser Zeit dem Departement Finanzen, Justiz und Polizei vor. 2010, 2014 und 2016 präsidierte er die jurassische Kantonsregierung. 2019 wurde Juillard in den Ständerat gewählt. Bei den Parlamentswahlen 2023 wurde er bestätigt. Er sitzt im Verwaltungsrat der Schweizerischen Hagel-Versicherungs-Gesellschaft und zählt zu den «bäuerlichen Parlamentariern» des Schweizer Bauernverbands.
Laut seinem Smartvote-Profil zu den Wahlen 2019 ist er ein typischer Mitte-Politiker. Im Vergleich zur Mehrheit seiner Parteikolleginnen und Parteikollegen ist er für Wirtschaftsanliegen etwas kritischer und steht für eine weniger restriktive Migrationspolitik.
Juillard ist verheiratet, hat drei Kinder und wohnt in Pruntrut.